# Nun
I ægyptisk mytologi var Nun personifikationen af Urhavet, hvori Urhøjen, det første land, rejste sig under verdens skabelse. Han blev afbildet med et hoved som en frø. Hans kvindelige form var Naunet.
| Mytologi | Spire Denne artikel om mytologi er en spire som bør udbygges. Du er velkommen til at hjælpe Wikipedia ved at udvide den. |